# Malancourt
Malancourt ist eine französische Gemeinde mit 69 Einwohnern (Stand: 1. Januar 2022) im Département Meuse in der Region Grand Est (vor 2016: Lothringen). Sie gehört zum Arrondissement Verdun, zum Kanton Clermont-en-Argonne und zum Gemeindeverband Argonne-Meuse.

## Geographie
Malancourt liegt etwa 20 Kilometer nordwestlich von Verdun. Umgeben wird Malancourt von den Nachbargemeinden Cuisy im Norden, Béthincourt im Nordosten und Osten, Esnes-en-Argonne im Südosten und Süden, Avocourt im Süden und Südwesten sowie Montfaucon-d’Argonne im Westen und Nordwesten.

## Bevölkerungsentwicklung
| Jahr                       | 1962 | 1968 | 1975 | 1982 | 1990 | 1999 | 2006 | 2011 | 2019 |
| Einwohner                  | 126  | 121  | 93   | 83   | 99   | 86   | 73   | 88   | 67   |
| Quellen: Cassini und INSEE |      |      |      |      |      |      |      |      |      |

## Sehenswürdigkeiten
- Kirche Saint-Martin, wiedererrichtet 1925
- Waschhaus Malancourt, wiedererrichtet 1925

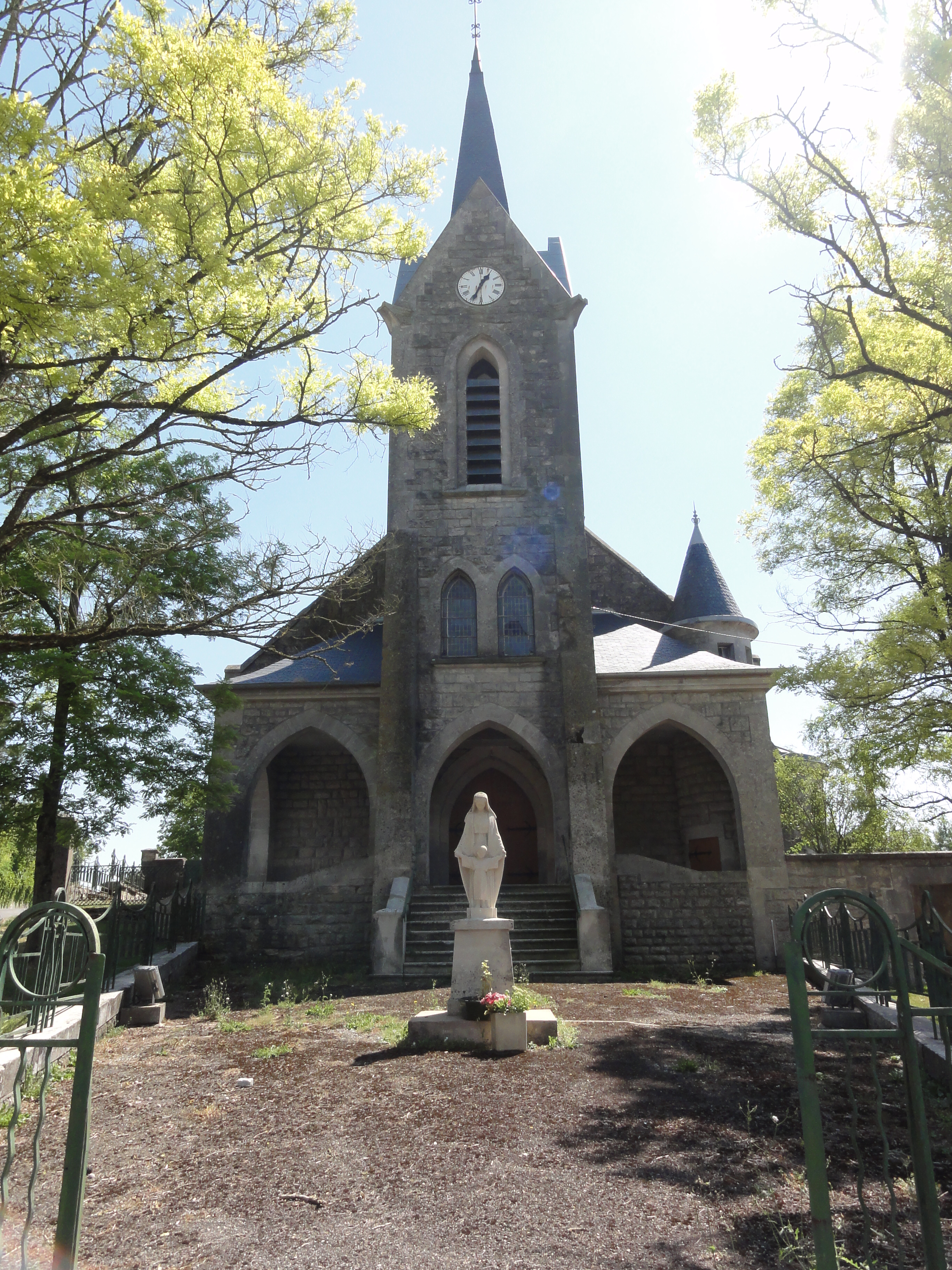
Kirche Saint-Martin